# Breynia disticha
Breynia disticha J.R.Forst. & G.Forst. è una pianta della famiglia Phyllanthaceae.

## Descrizione

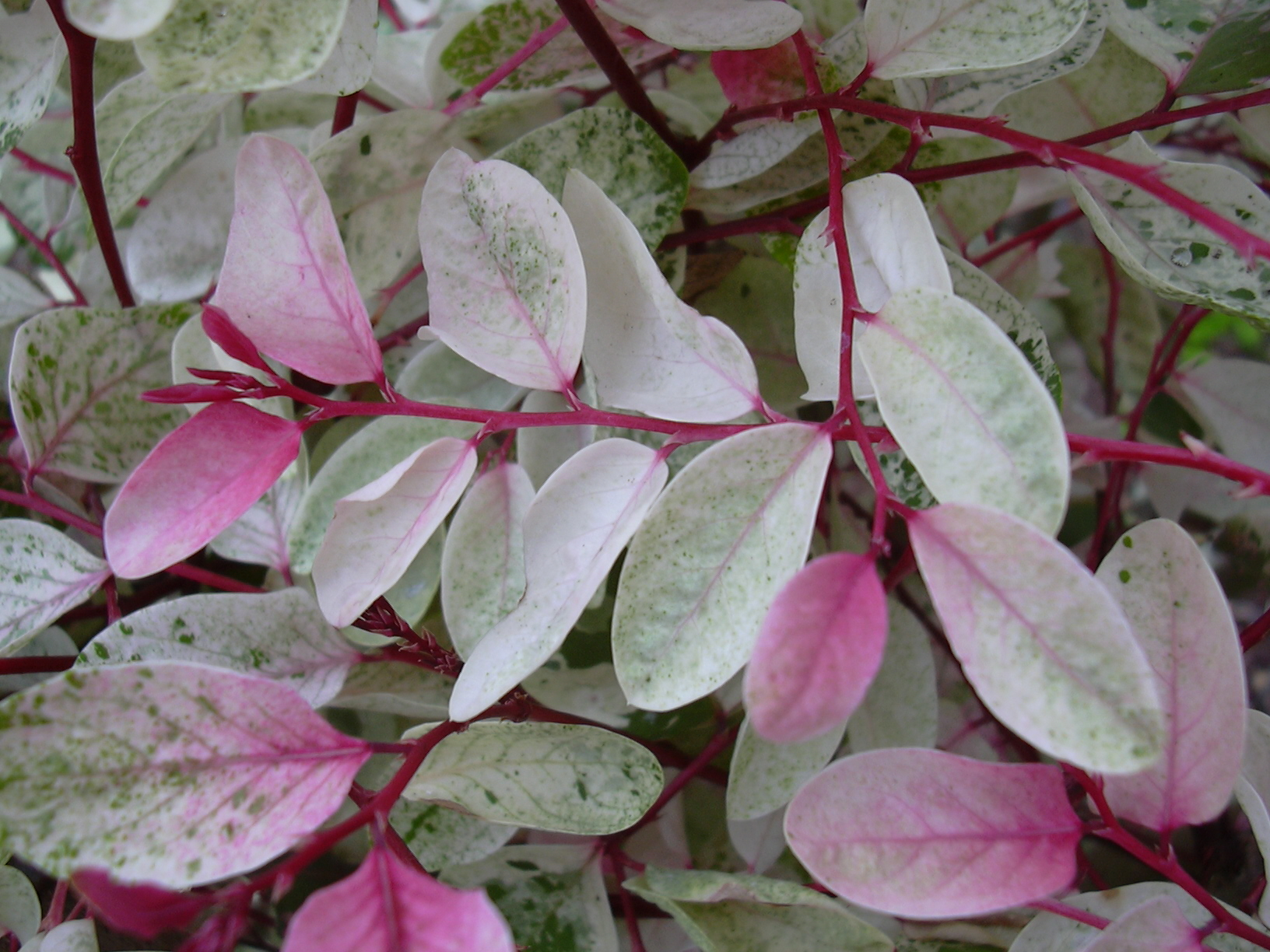
Particolare delle foglie

È un arbusto alto circa 1 m che tende ad espandersi in larghezza. Può accadere che emetta germogli dalle radici.
Le foglie sono la principale caratteristica ornamentale della specie, per la loro colarazione bianco-rosa-verde e il loro portamento.
I piccoli fiori verdastri sono insignificanti.

## Distribuzione e habitat
È una pianta originaria della Nuova Caledonia e di Vanuatu, introdotta anche in altre isole del Pacifico tra cui le isole Hawaii.

## Usi
In particolare la varietà "Roseopicta" è spesso coltivata nelle zone tropicali e subtropicali del mondo come pianta ornamentale, talvolta per formare siepi. Nella Florida meridionale è considerata una specie invasiva.

## Coltivazione
Predilige un'esposizione semi-ombreggiata e un terreno lievemente alcalino. Fornire umidità costante. Nelle zone fredde deve essere trasferita in ambiente protetto durante l'inverno, mentre nelle zone a clima mite può vivere all'aperto tutto l'anno.